# SzSM Moskwa
SzSM Moskwa (ros. ШСМ Москва, pełna nazwa Шахматная сборная Москвы, Szachmatnaja sbornaja Moskwy) – rosyjski klub szachowy z siedzibą w Moskwie, czterokrotny mistrz kraju.

## Historia
Klub powstał z inicjatywy Siergieja Smagina. Rozgrywki zainaugurował w 2005 roku pod szyldem moskiewskiej federacji szachowej. Zespół uczestniczył wówczas w Priemjer-Lidze, zajmując piątą pozycję, natomiast w następnym sezonie uzyskano dziewiąte miejsce. W 2007 roku klub zmienił nazwę na „Junost Moskwy”, wywodzącą się od założonej rok wcześniej przy klubie szachowym im. Tigrana Petrosjana szkoły szachowej. Zespół zajął wówczas piąte miejsce w lidze. W 2008 roku nastąpiła zmiana nazwy na SzSM. Zespół uzyskał wówczas ósmą pozycję w mistrzostwach kraju. W 2009 roku nastąpiło połączenie SzSM ze wspieranym przez Igora Bursteina klubem 64 Moskwa, w efekcie czego powstał fuzyjny klub SzSM-64. Drużyna, wzmocniona takimi zawodnikami, jak Boris Gelfand, Wang Hao i Fabiano Caruana, zdobyła wicemistrzostwo kraju, ulegając jedynie Tomsk-400. Ponadto w 2009 roku klub zadebiutował w Pucharze Europy. Rosyjski zespół wygrał wówczas spotkania z Gambitem Skopje, De Sprénger Echternach, Wieśninką Mińsk, SG Solingen i Evry Grand Roque, a przegrał z Małachitem Jekaterynburg i SPBSzF Petersburg, kończąc turniej na ósmej pozycji. W 2010 roku SzSM-64 zdobył tytuł mistrza kraju. W kadrze drużyny znajdowali się wówczas Gelfand, Siergiej Kariakin, Wang, Caruana, Boris Graczow, Aleksandr Riazancew, Jewgienij Najer i Boris Sawczenko. W Pucharze Europy uzyskano natomiast dziewiąte miejsce. W sezonie 2011 nastąpiła skuteczna obrona tytułu mistrza kraju oraz zajęcie piątego miejsca w Pucharze Europy. W 2012 roku zespół zajął trzecie miejsce w lidze, za Tomsk-400 i SPBSzF Petersburg. Identyczny wynik osiągnięto w europejskich rozgrywkach, po zwycięstwach nad Beer Sheva Chess Club, Jutes of Kent, Hapoelem Riszon le-Cijjon, SG Zürich i Gros XT, a także remisem z OSG Baden-Baden i porażką z Jugrą Chanty-Mansyjsk.
Przed rozpoczęciem sezonu 2013 sponsorem drużyny została założona przez Władimira Palichata fundacja Nasze Nasledije. W 2014 roku zespół zdobył wicemistrzostwo Rosji, kończąc rozgrywki za Małachitem Jekaterynburg. W Pucharze Europy natomiast klub był szósty, a rok później – siódmy. W 2016 roku sponsorem drużyny została firma Legacy Square Capital. Klub zdobył wówczas wicemistrzostwo Rosji, a w Pucharze Europy zajął trzecią pozycję (wygrane z ŠK Modra, SK Rockaden Stockholm, SC Maria Saal, K Gentse SRL i Żiguli Samarskaja obłast, remis z Alkaloidem Skopje i porażka z Sibirem Nowosybirsk). W 2017 roku SzSM ponownie uzyskał wicemistrzostwo kraju, natomiast w Pucharze Europy zajął ósme miejsce. W latach 2018–2019 zespół po raz kolejny zdobył wicemistrzostwo Rosji. W 2019 roku SzSM zajął ponadto piąte miejsce w Pucharze Europy.
W 2020 roku klub stracił wsparcie dotychczasowego sponsora tytularnego i w tamtym sezonie rywalizował pod nazwą FSzM. Zespół zajął wówczas drugie miejsce w Priemjer-Lidze. W 2021 roku klub powrócił do nazwy SzSM. Uzyskano wówczas szóste z rzędu wicemistrzostwo kraju. W następnym sezonie SzSM zdobył pierwszy od jedenastu lat tytuł mistrza kraju. Kadrę drużyny stanowili wówczas Jewgienij Najer, Aleksandr Riazancew, Ernesto Inarkijew, Boris Graczow, Aleksandr Motylow, Iwan Popow i Michaił Demidow. W 2023 roku SzSM obronił tytuł. Kolejny sezon SzSM zakończył na drugim miejscu w lidze, za KPRF Moskwa.

## Kobiety
SzSM wystawiał drużynę kobiecą. W 2011 roku szachistki zdobyły mistrzostwo kraju. W tym samym roku klub zadebiutował w Pucharze Europy, zajmując piątą pozycję. W sezonie 2012 klub zajął trzecie miejsce w lidze i czwarte w Pucharze Europy. W 2013 roku klub zdobył wicemistrzostwo Rosji. W europejskich rozgrywkach szachistki zespołu zajęły natomiast trzecie miejsce. W sezonie 2014 ponownie uzyskano wicemistrzostwo kraju i trzecie miejsce w Pucharze Europy. W 2015 roku zespół wygrał krajową ligę. W Pucharze Europy klub został natomiast sklasyfikowany na czwartym miejscu. W 2016 roku SzSM obronił tytuł mistrzowski. W tym okresie klub reprezentowały: Aleksandra Kostieniuk, Walentina Gunina, Kateryna Łahno, Olga Giria, Jekatierina Kowalewska, Alina Kaszlinska i Anastasija Sawina. W Pucharze Europy zespół zajął dziewiątą pozycję. W 2017 roku SzSM uzyskał wicemistrzostwo kraju. Rozgrywki Pucharu Europy rosyjski zespół ukończył na piątej pozycji. W sezonie 2018 klub ponownie został wicemistrzem Rosji. Rok później klub zajął trzecie miejsce w lidze.
W 2020 roku szachistki klubu zdobyły tytuł mistrzowski. Rok później obroniono mistrzostwo kraju. W sezonie 2022 zespól zajął trzecie miejsce w lidze. W 2023 roku ponownie uzyskano mistrzostwo. Wynik ten powtórzono w sezonie 2024.

## Arcymistrzowie w historii klubu
- Karen Asrian[7]
- Fabiano Caruana[10]
- Igor Chenkin[6]
- Michaił Demidow[33]
- Aleksiej Driejew[59]
- Siergiej Drygałow[60]
- Daniił Dubow[61]
- Sergey Erenburg[4]
- Boris Gelfand[10]
- Kirił Georgiew[6]
- Anisz Giri[14]
- Igor Glek[3]
- Dmitrij Gordiewski[62]
- Boris Graczow[10]
- Siergiej Grigorjanc[6]
- Walentina Gunina[63]
- Ernesto Inarkijew[64]
- Andriej Jesipienko[65]
- / Siergiej Kariakin[66][12]
- Michaił Kobalija[61]
- Aleksandra Kostieniuk[67]
- Michał Krasenkow[7]
- Konstantin Landa[6]
- Lê Quang Liêm[61]
- Péter Lékó[16]
- Kateryna Łahno[48]
- Władimir Małachow[25]
- Aleksandr Moroziewicz[20]
- Aleksandr Motylow[68]
- Michaił Możarow[20]
- Jewgienij Najer[10]
- Jan Niepomniaszczi[10]
- Stanisław Nowikow[7]
- / Aleksander Oniszczuk[6][7]
- Grigorij Oparin[25]
- Pawieł Ponkratow[69]
- Iwan Popow[7]
- Władimir Potkin[6]
- Aleksandr Predke[65]
- Aleksandr Riazancew[10]
- Aleksiej Sarana[65]
- Boris Sawczenko[6]
- Siergiej Smagin[70]
- Sanan Siugirow[71]
- Wang Hao[10]
- Radosław Wojtaszek[61]
- Aleksandr Złoczewski[72]
- Wadim Zwiagincew[25]